# 小行星8193
小行星8193（8193 Ciaurro）是一颗绕太阳运转的小行星，为主小行星带小行星。该小行星于1993年9月17日发现。

## 轨道参数
小行星8193的轨道半长轴为2.2609761 UA，离心率为0.111。